# Schwändi
Schwändi (toponimo tedesco) è una frazione di 476 abitanti del comune svizzero di Glarona Sud, nel Canton Glarona.

## Geografia fisica
Il villaggio di Sool è situato a un'altitudine di 701 metri sul versante occidentale della valle del fiume Linth. I villaggi di Schwanden e Mitlödi si trovano più in basso, lungo il fiume.
Schwändi ha una superficie, come definita dai precedenti confini comunali del 2006, di 3,48 km². L'area si estende a ovest del villaggio fino alla cima del Vorder Glärnisch (2.327 metri). Di questa superficie, il 33% è utilizzato per scopi agricoli, mentre il 27,6% è coperto da foreste. Del resto, il 4% è abitato (edifici o strade) e il resto (35,3%) è improduttivo (fiumi, ghiacciai o montagne).

## Storia

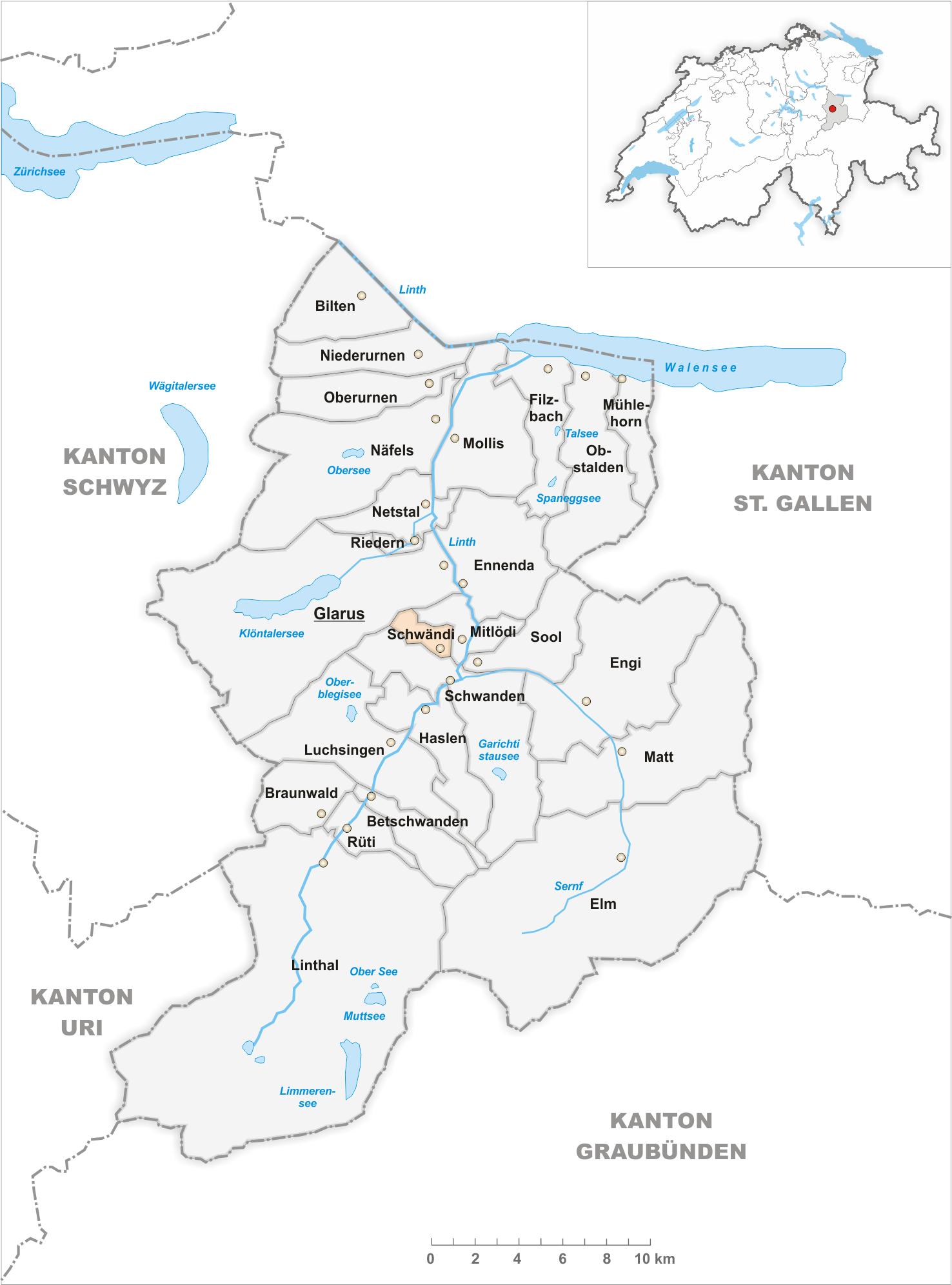
Il territorio del comune di Schwändi prima degli accorpamenti comunali del 2011

Già comune autonomo che si estendeva per 3,48 km² e che comprendeva anche le frazioni di Lassigen, Oberschwändi e Unterschwändi, il 1º gennaio 2011 è stato accorpato agli altri comuni soppressi di Betschwanden, Braunwald, Elm, Engi, Haslen, Linthal, Luchsingen, Matt, Mitlödi, Rüti, Schwanden e Sool per formare il nuovo comune di Glarona Sud.

## Società

### Evoluzione demografica
L'evoluzione demografica è riportata nella seguente tabella:
Abitanti censiti

## Amministrazione
Ogni famiglia originaria del luogo fa parte del comune patriziale che ha la responsabilità della manutenzione di ogni bene comune.